# جاستین ریچاردز (بازیکن فوتبال)
جاستین ریچاردز (انگلیسی: Justin Richards؛ زادهٔ ۱۶ اکتبر ۱۹۸۰) بازیکن فوتبال اهل بریتانیا است.
از باشگاه‌هایی که در آن بازی کرده‌است می‌توان به باشگاه فوتبال بریستول راورز، باشگاه فوتبال استیونج، باشگاه فوتبال برتون آلبیون، باشگاه فوتبال تاموورث، باشگاه فوتبال ووکینگ، باشگاه فوتبال چلتنهام تاون، باشگاه فوتبال کولچستر یونایتد، باشگاه فوتبال وست برومویچ آلبیون، باشگاه فوتبال گرایس اتلتیک، باشگاه فوتبال آکسفورد یونایتد، باشگاه فوتبال پیتربورو یونایتد، باشگاه فوتبال بوستون یونایتد، باشگاه فوتبال کیدرمینستر هاریرس، و باشگاه فوتبال پورت ویل اشاره کرد.